# Vadsbo norra domsagas valkrets
Vadsbo norra domsagas valkrets var vid riksdagsvalen till andra kammaren 1866-1908 en egen valkrets med ett mandat. Valkretsen, som omfattade Vadsbo norra domsaga, avskaffades vid införandet av proportionellt valsystem i riksdagsvalet 1911 och uppgick i den nybildade Skaraborgs läns norra valkrets.

## Riksdagsmän
- Adolf Sköldberg, lmp (1867–1868)
- Simeon Jungmarker (1869)
- Sven Magnusson (1870–1881)
- Anders Johansson, lmp 1882–1887, nya lmp 1888–lagtima riksdagen 1892, gamla lmp urtima riksdagen 1892–1893 (1882–1893)
- Sten Nordström, nya lmp 1894, lmp 1895–1905, högervilde 1906–1909, lmp 1910–1911 (1894–1911)

## Valresultat

### 1896
| Andrakammarvalet i Sverige 1896: Vadsbo norra domsagas valkrets | Andrakammarvalet i Sverige 1896: Vadsbo norra domsagas valkrets | Andrakammarvalet i Sverige 1896: Vadsbo norra domsagas valkrets | Andrakammarvalet i Sverige 1896: Vadsbo norra domsagas valkrets | Andrakammarvalet i Sverige 1896: Vadsbo norra domsagas valkrets |
| Kandidat                                                        | Kandidat                                                        | Röster                                                          | Röster                                                          | Röster                                                          |
| Kandidat                                                        | Kandidat                                                        | Antal                                                           | %                                                               | +− %                                                            |
| --------------------------------------------------------------- | --------------------------------------------------------------- | --------------------------------------------------------------- | --------------------------------------------------------------- | --------------------------------------------------------------- |
|                                                                 | Sten Nordström                                                  | 34                                                              | 97,1                                                            |                                                                 |
|                                                                 | Närmaste kandidat                                               | 1                                                               | 2,9                                                             |                                                                 |
| Antal giltiga röster                                            | Antal giltiga röster                                            | 35                                                              |                                                                 |                                                                 |
| Kasserade röster                                                | Kasserade röster                                                | 0                                                               |                                                                 |                                                                 |
| Totalt                                                          | Totalt                                                          | 35                                                              |                                                                 |                                                                 |

Valdeltagandet var 7,9% vid valet av de 36 elektorer som sedan valde riksdagsman. 1 elektor deltog dock inte i valet.

### 1899
| Andrakammarvalet i Sverige 1899: Vadsbo norra domsagas valkrets | Andrakammarvalet i Sverige 1899: Vadsbo norra domsagas valkrets | Andrakammarvalet i Sverige 1899: Vadsbo norra domsagas valkrets | Andrakammarvalet i Sverige 1899: Vadsbo norra domsagas valkrets | Andrakammarvalet i Sverige 1899: Vadsbo norra domsagas valkrets |
| Kandidat                                                        | Kandidat                                                        | Röster                                                          | Röster                                                          | Röster                                                          |
| Kandidat                                                        | Kandidat                                                        | Antal                                                           | %                                                               | +− %                                                            |
| --------------------------------------------------------------- | --------------------------------------------------------------- | --------------------------------------------------------------- | --------------------------------------------------------------- | --------------------------------------------------------------- |
|                                                                 | Sten Nordström                                                  | 34                                                              | 97,1                                                            | ▬                                                               |
|                                                                 | Närmaste kandidat                                               | 1                                                               | 2,9                                                             |                                                                 |
| Antal giltiga röster                                            | Antal giltiga röster                                            | 35                                                              |                                                                 |                                                                 |
| Kasserade röster                                                | Kasserade röster                                                | 0                                                               |                                                                 |                                                                 |
| Totalt                                                          | Totalt                                                          | 35                                                              |                                                                 |                                                                 |

Valet ägde rum den 31 augusti 1899. Valdeltagandet var 7,7% vid valet av de 35 elektorer som sedan valde riksdagsman.

### 1902
| Andrakammarvalet i Sverige 1902: Vadsbo norra domsagas valkrets | Andrakammarvalet i Sverige 1902: Vadsbo norra domsagas valkrets | Andrakammarvalet i Sverige 1902: Vadsbo norra domsagas valkrets | Andrakammarvalet i Sverige 1902: Vadsbo norra domsagas valkrets | Andrakammarvalet i Sverige 1902: Vadsbo norra domsagas valkrets |
| Kandidat                                                        | Kandidat                                                        | Röster                                                          | Röster                                                          | Röster                                                          |
| Kandidat                                                        | Kandidat                                                        | Antal                                                           | %                                                               | +− %                                                            |
| --------------------------------------------------------------- | --------------------------------------------------------------- | --------------------------------------------------------------- | --------------------------------------------------------------- | --------------------------------------------------------------- |
|                                                                 | Sten Nordström                                                  | 604                                                             | 56,9                                                            | ▼40,2                                                           |
|                                                                 | A. Andersson i Torrvad                                          | 449                                                             | 42,3                                                            |                                                                 |
|                                                                 | Övriga kandidater                                               | 8                                                               | 0,8                                                             |                                                                 |
| Antal giltiga röster                                            | Antal giltiga röster                                            | 1 061                                                           |                                                                 |                                                                 |
| Kasserade röster                                                | Kasserade röster                                                | 3                                                               |                                                                 |                                                                 |
| Totalt                                                          | Totalt                                                          | 1 064                                                           |                                                                 |                                                                 |

Valet ägde rum den 7 september 1902. Valdeltagandet var 61,4%.

### 1905
| Andrakammarvalet i Sverige 1905: Vadsbo norra domsagas valkrets | Andrakammarvalet i Sverige 1905: Vadsbo norra domsagas valkrets | Andrakammarvalet i Sverige 1905: Vadsbo norra domsagas valkrets | Andrakammarvalet i Sverige 1905: Vadsbo norra domsagas valkrets | Andrakammarvalet i Sverige 1905: Vadsbo norra domsagas valkrets |
| Kandidat                                                        | Kandidat                                                        | Röster                                                          | Röster                                                          | Röster                                                          |
| Kandidat                                                        | Kandidat                                                        | Antal                                                           | %                                                               | +− %                                                            |
| --------------------------------------------------------------- | --------------------------------------------------------------- | --------------------------------------------------------------- | --------------------------------------------------------------- | --------------------------------------------------------------- |
|                                                                 | Sten Nordström                                                  | 618                                                             | 77,4                                                            | ▲20,5                                                           |
|                                                                 | A. Andersson i Torrvad                                          | 177                                                             | 22,2                                                            | ▼20,1                                                           |
|                                                                 | Övriga kandidater                                               | 3                                                               | 0,4                                                             |                                                                 |
| Antal giltiga röster                                            | Antal giltiga röster                                            | 798                                                             |                                                                 |                                                                 |
| Kasserade röster                                                | Kasserade röster                                                | 4                                                               |                                                                 |                                                                 |
| Totalt                                                          | Totalt                                                          | 802                                                             |                                                                 |                                                                 |

Valet ägde rum den 10 september 1905. Valdeltagandet var 43,7%.

### 1908
| Andrakammarvalet i Sverige 1908: Vadsbo norra domsagas valkrets | Andrakammarvalet i Sverige 1908: Vadsbo norra domsagas valkrets | Andrakammarvalet i Sverige 1908: Vadsbo norra domsagas valkrets | Andrakammarvalet i Sverige 1908: Vadsbo norra domsagas valkrets | Andrakammarvalet i Sverige 1908: Vadsbo norra domsagas valkrets |
| Kandidat                                                        | Kandidat                                                        | Röster                                                          | Röster                                                          | Röster                                                          |
| Kandidat                                                        | Kandidat                                                        | Antal                                                           | %                                                               | +− %                                                            |
| --------------------------------------------------------------- | --------------------------------------------------------------- | --------------------------------------------------------------- | --------------------------------------------------------------- | --------------------------------------------------------------- |
|                                                                 | Sten Nordström                                                  | 535                                                             | 73,1                                                            | ▼4,3                                                            |
|                                                                 | Carl Gustaf Karlsson (frisinnad)                                | 187                                                             | 25,5                                                            |                                                                 |
|                                                                 | Övriga kandidater                                               | 10                                                              | 1,4                                                             |                                                                 |
| Antal giltiga röster                                            | Antal giltiga röster                                            | 732                                                             |                                                                 |                                                                 |
| Kasserade röster                                                | Kasserade röster                                                | 3                                                               |                                                                 |                                                                 |
| Totalt                                                          | Totalt                                                          | 735                                                             |                                                                 |                                                                 |

Valet ägde rum den 6 september 1908. Valdeltagandet var 35,4%.